# Dürener SC 03
Dürener SC 03 was een Duitse voetbalclub uit Düren in de Duitse deelstaat Noordrijn-Westfalen.

## Geschiedenis
De club werd opgericht in 1903 als voetbalafdeling van turnclub TG 1898 Düren. De club sloot zich aan bij de West-Duitse voetbalbond en werd ingedeeld in de competitie van Keulen-Bonn (later Zuidrijn), maar de club trok zich terug. In 1904 werd de voetbalafdeling zelfstandig onder de naam Dürener FC 1903. In 1905/06 degradeerde de club. In 1909/10 promoveerde de club en werd meteen kampioen. De concurrentie was wel minder zwaar omdat de beste teams uit de Zuidrijncompetitie naar de Zehnerliga overgeheveld werden. De club plaatste zich voor de West-Duitse eindronde en versloeg eerst FC Union 05 Düsseldorf alvorens eruit te vliegen tegen Casseler FV 1895. Door de titel mocht de club nu het volgende seizoen in de Zehnerliga aantreden. Echter was deze competitie een maatje te groot voor de club en ze keerden na één seizoen terug naar de Zuidrijncompetitie. In 1913 werd de club overgeheveld naar de Noordrijncompetitie en eindigde daar meestal in de lagere middenmoot. In 1919/20 ging de club in de Westrijncompetitie spelen, die na één seizoen opging in de nieuwe Rijncompetitie. De club plaatste zich hier niet voor en degradeerde. In 1922 promoveerde de club weer en eindigde de volgende jaren in de middenmoot. In 1924 werd de naam gewijzigd in Dürener SC 03. In 1926/27 werd de club tweede in zijn groep achter SpVgg Sülz 07.
In 1933 kwam de NSDAP aan de macht in Duitsland en werd de competitie gereorganiseerd. De West-Duitse bond met zijn acht competities verdween en maakte plaats voor drie Gauliga's. Als tiende op twaalf clubs plaatste de club zich niet voor de Gauliga.
In 1935 fuseerde de club met FC Germania Düren en werd zo SG Düren 99.

## Erelijst
Kampioen Zuidrijn
1910